# The Incredible Hulk Coaster
The Incredible Hulk Coaster im Universal Orlando Resort (Orlando, Florida, USA) ist eine Stahlachterbahn vom Modell Sitting Coaster des Herstellers Bolliger & Mabillard, die am 28. Mai 1999 eröffnet wurde. Am 8. September 2015 wurde die Attraktion geschlossen, generalüberholt, die meisten Schienen mit neuen ersetzt und 2016 wiedereröffnet.
Mit ihrem reibradangetriebenen Abschuss ist sie die einzige Achterbahn des Herstellers, die mit diesem Abschusssystem ausgeliefert wurde.
Am 20. September 2021 eröffnete im chinesischen Universal Studios Beijing der Decepticoaster als baugleiche Anlage mit einer Transformers-Thematisierung.

## Abschuss

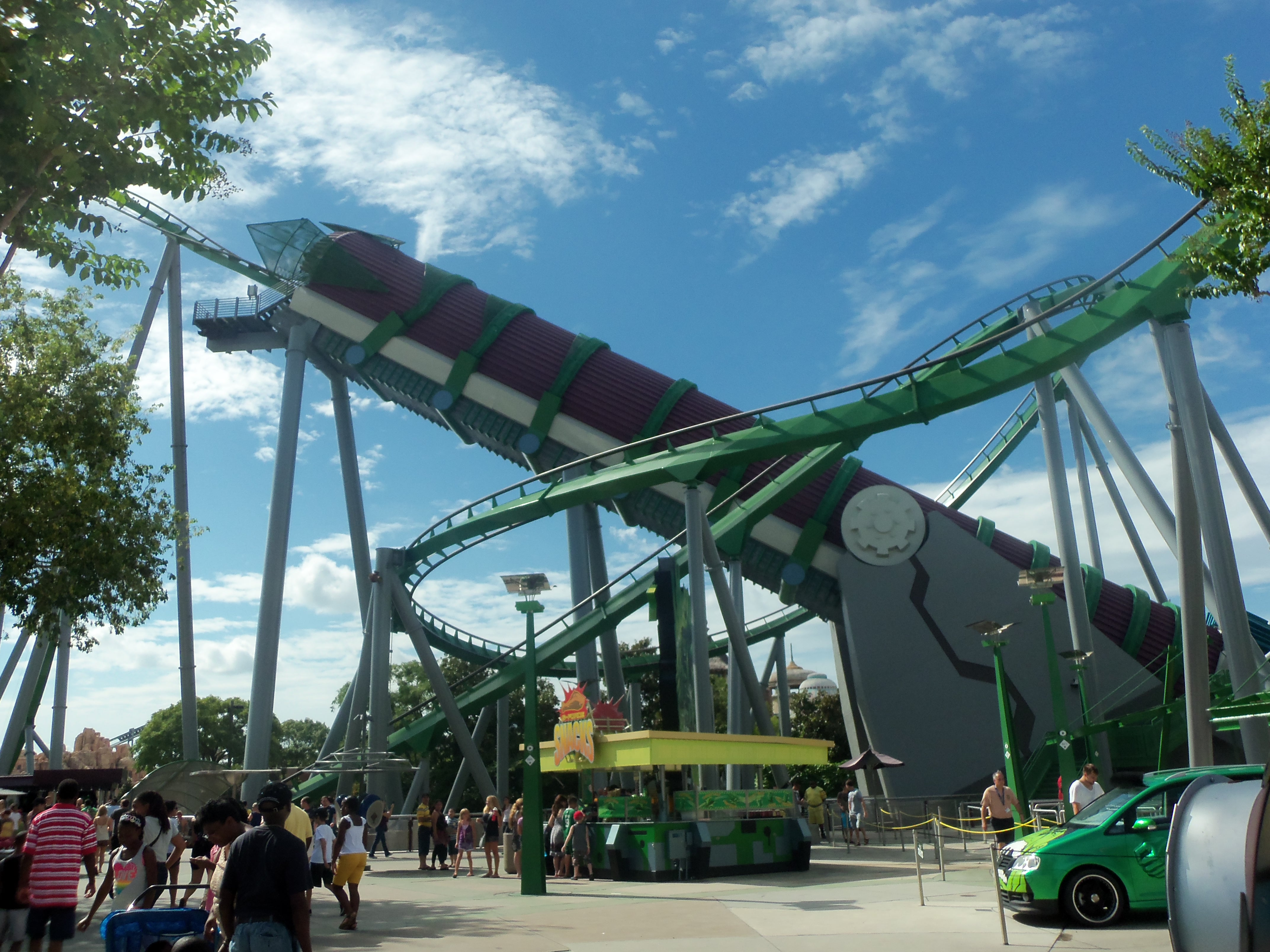
Der Abschuss-Tunnel

Dadurch, dass der Abschuss nicht horizontal, sondern in einer Steigung stattfindet, unterscheidet sich die Reihenfolge der enthaltenen Inversionen von anderen Bahnen dieses Modells. Nach der Station wird man zunächst langsam in den 46 m langen Tunnel (Acceleration chamber) geschoben. Ein unterhalb des Zuges angebrachtes Schwert greift in eine Reihe von Reibrädern. 230 individuell gesteuerte Elektromotoren sorgen für eine gleichmäßige und synchrone Beschleunigung. Durch die Motoren, deren Leistung pro Abschuss 8 Megawatt beträgt, wird dann der Zug auf etwa halber Tunnelstrecke binnen 2 Sekunden von 0 auf 64 km/h beschleunigt und durchfährt dann in 34 m Höhe die Zero-g-Roll.

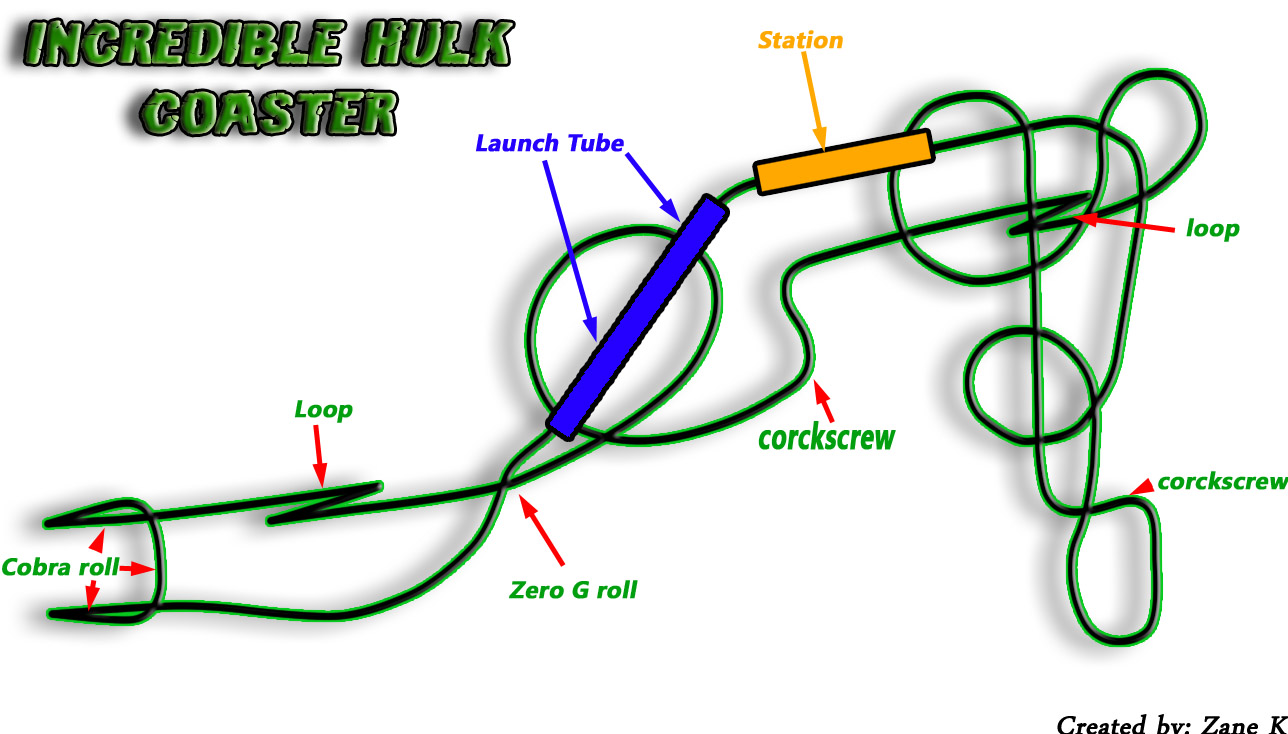
Fahrt-Layout

Den enormen Strombedarf bezieht die Anlage von der Stadt Orlando. Um Störungen im Leitungsnetz der Elektrizitätswerke auszugleichen, die die Motoren bei jedem Abschuss benötigen (der alle 90 Sekunden erfolgt), wurde ein spezielles Dynamosystem installiert. Dabei werden in einem eigens dafür errichteten Generatorraum knapp 5 Tonnen schwere Schwungräder (Fly wheel) durch Elektromotoren vor dem eigentlichen Abschuss in Rotation versetzt. Daran angeschlossene Dynamos gleichen dann während des Abschusses den immensen Strombedarf im Leitungsnetz aus.

## Fahrt
Die folgende 32 m hohe Abfahrt ist sehr langgezogen und führt über einen kleinen See, bevor der Zug die Cobra-Roll durchfährt, der ein Looping folgt. Nachdem der Zug einen Korkenzieher und einen weiteren Looping durchfahren hat, wird ihm auf einer Blockbremse, die durch den Mittelpunkt des zweiten Loopings führt, etwas an Geschwindigkeit genommen. Vor der Schlussbremse wurde noch ein weiterer Korkenzieher verbaut.

## Züge
Die Züge von Incredible Hulk Coaster besitzen jeweils acht Wagen. In jedem Wagen können vier Personen (eine Reihe à vier Personen) Platz nehmen. Die Fahrgäste müssen mindestens 1,37 m groß sein, um mitfahren zu dürfen. Als Rückhaltesystem kommen Schulterbügel zum Einsatz.